# Tormón
Tormón ist ein Ort und eine Gemeinde (municipio) mit 31 Einwohnern (Stand: 2024) im Zentrum der Provinz Teruel in der Autonomen Region Aragonien im östlichen Zentralspanien. 

## Lage und Klima
Der Ort Tormón liegt im Süden des Iberischen Gebirges etwa 30 Kilometer (Fahrtstrecke) südwestlich der Stadt Teruel in einer Höhe von ca. 1050 m. Das Klima ist gemäßigt bis warm; Regen (ca. 454 mm/Jahr) fällt übers Jahr verteilt.

## Bevölkerungsentwicklung
| Jahr      | 1970 | 1981 | 1991 | 2001 | 2011 | 2021 |
| Einwohner | 119  | 61   | 50   | 35   | 34   | 25   |

Die Mechanisierung der Landwirtschaft sowie die Aufgabe bäuerlicher Kleinbetriebe und der daraus resultierende Verlust an Arbeitsplätzen haben in der zweiten Hälfte des 20. Jahrhunderts zu einem deutlichen Bevölkerungsrückgang (Landflucht) geführt.

## Sehenswürdigkeiten
- Die Abris von Tormón
- Burgruine
- Kirche Mariä Geburt
- Christopheruskapelle

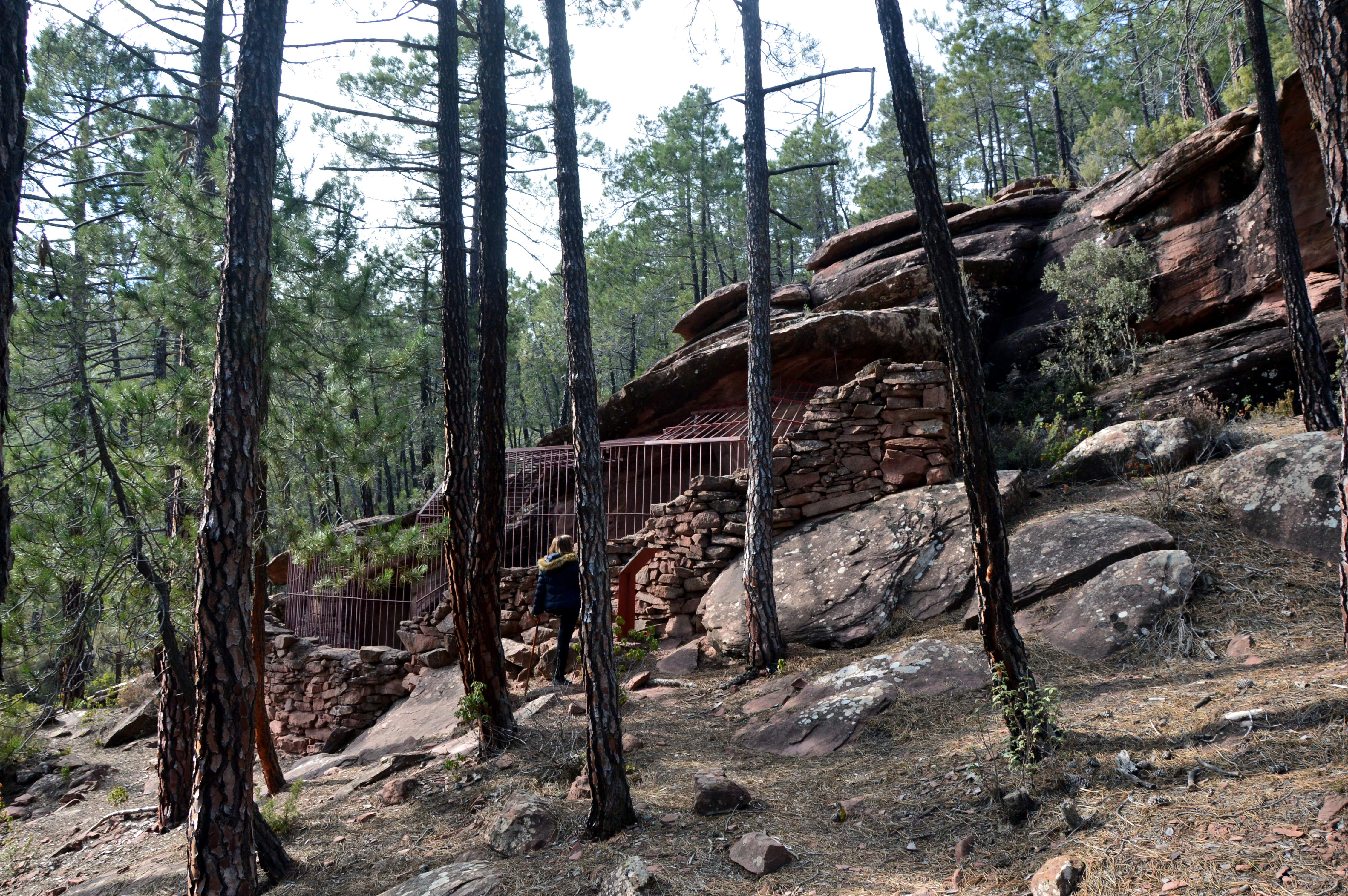
Abri
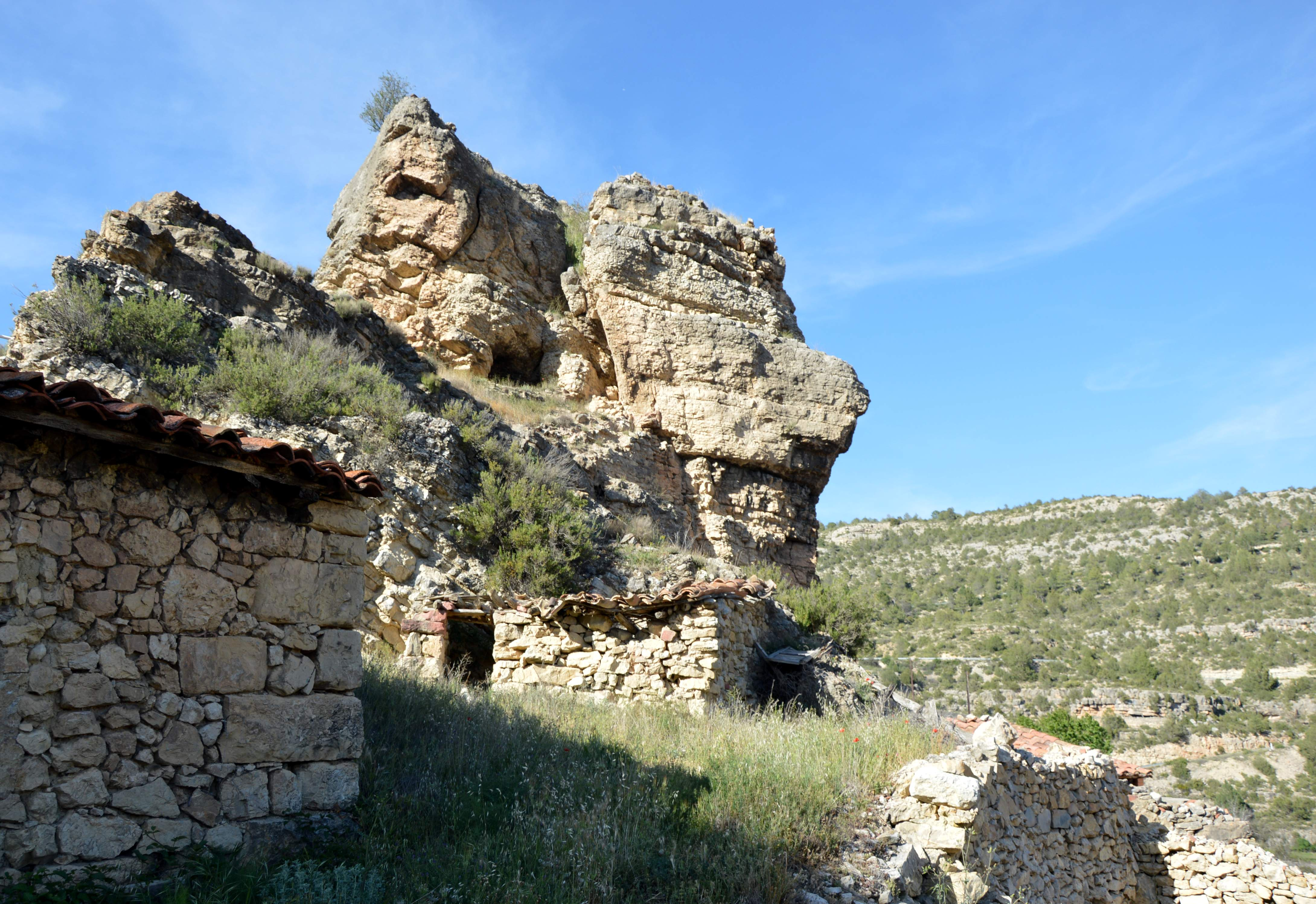
Burgruine
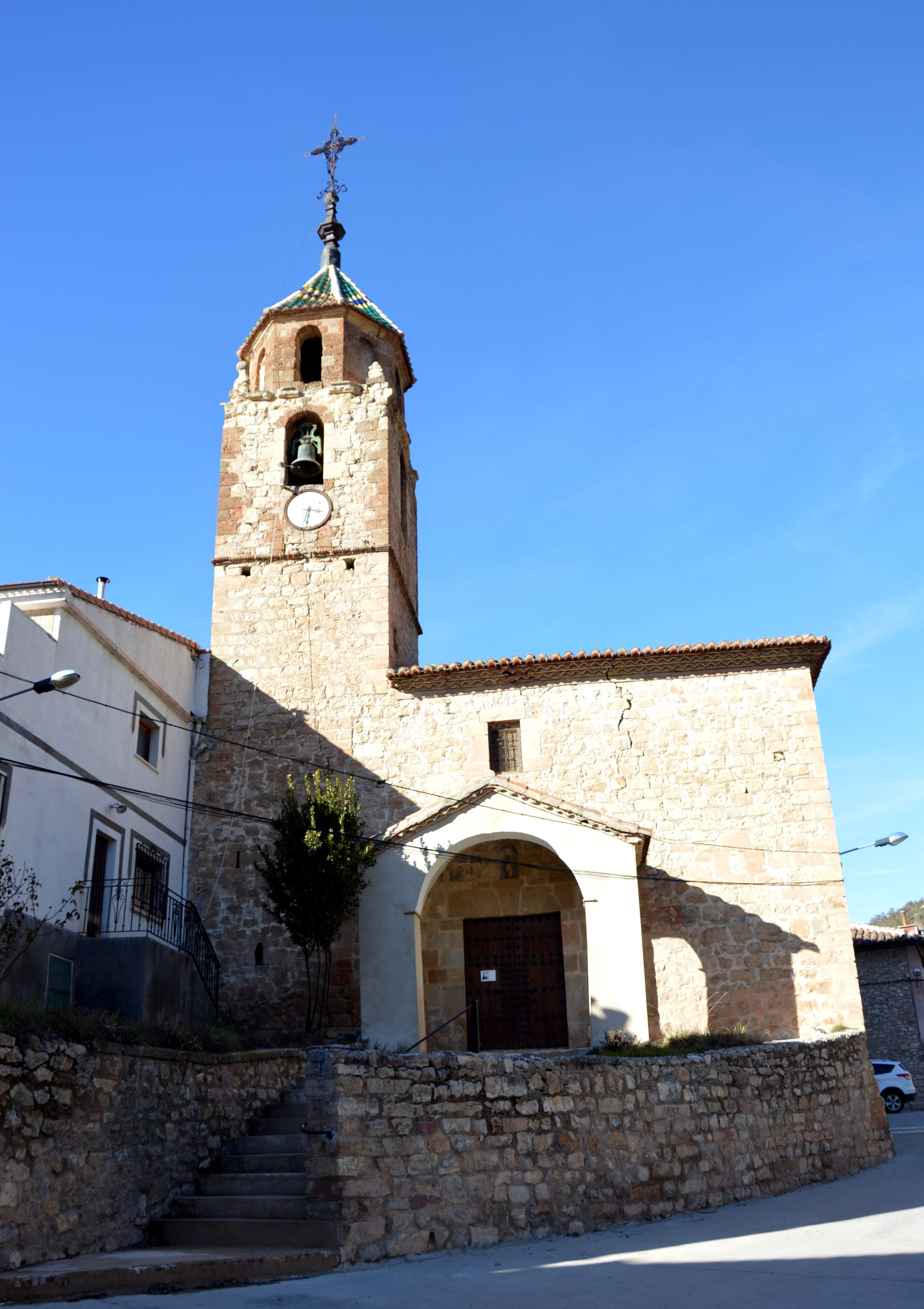
Kirche Mariä Geburt
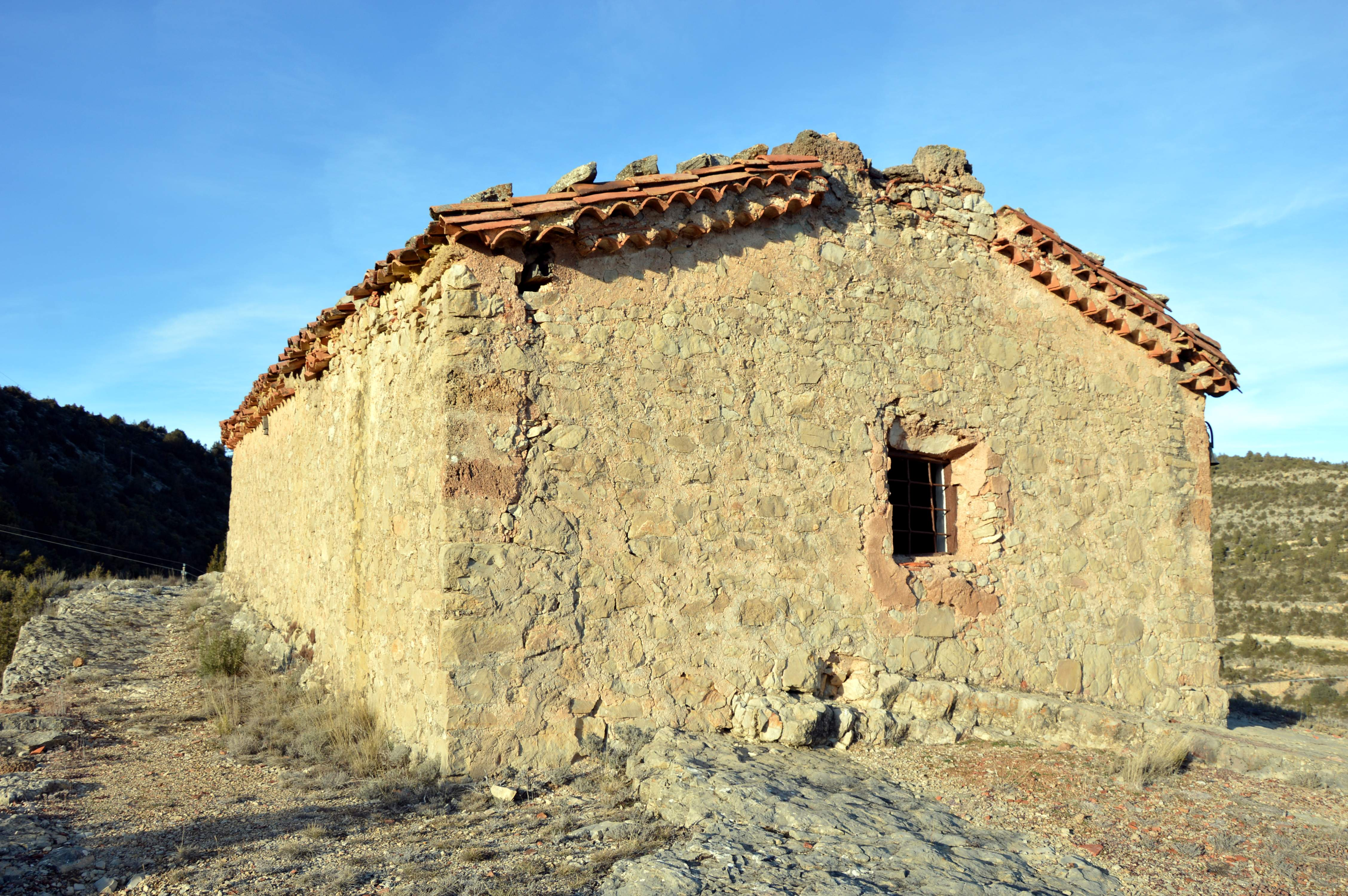
Agathenkapelle